# Przeciwnatarcie
Przeciwnatarcie (ang. strategic counter attack) – operacyjny (strategiczny) zwrot zaczepny wykonywany na włamującego się w głąb obrony przeciwnika; rodzaj natarcia przygotowywanego w toku działań obronnych, w czasie których broniący się wyczerpuje nacierającego, a jednocześnie gromadzi siły i w odpowiednim momencie uderza z zadaniem rozbicia głównego zgrupowania nacierających wojsk przeciwnika i przejęcia inicjatywy strategicznej, ewentualne przeniesienie działań na terytorium wroga. Jest przejawem aktywności w działaniach obronnych. Rodzaj strategicznej operacji zaczepnej prowadzonej z położenia obronnego, mającej na celu przejęcie inicjatywy i ewentualne przeniesienie działań na terytorium przeciwnika. To rodzaj natarcia, na wyższym szczeblu dowodzenia, do którego przechodzi się bezpośrednio z bitwy obronnej w celu ostatecznego rozbicia nieprzyjaciela, osłabionego w toku przeprowadzonego przez niego natarcia. Polega ono na przejściu do działań zaczepnych większości sił prowadzących dotychczas operację obronną. Przejście do przeciwnatarcia oznacza zmianę dotychczasowego charakteru prowadzonych działań.
Przeciwnatarcie w skali operacyjnej występuje wówczas, gdy broniący się związek operacyjny większością sił przechodzi z operacji obronnej do zaczepnej. Jest rodzajem operacji zaczepnej wykraczającej poza zadania prowadzonej do tej pory.  W wymiarze przestrzennym zadania wojsk mogą sięgać poza przedni skraj obrony danego szczebla. 
Celem przeciwnatarcia wyprowadzonego po uprzednim zerwaniu operacji zaczepnej przeciwnika jest rozbicie jego zgrupowania uderzeniowego i rozwinięcie własnej operacji zaczepnej zmierzającej do opanowania ważnych rubieży i obiektów znajdujących się poza przednim skrajem uprzednio zajmowanej obrony. Może ono być kontynuowane także na terytorium przeciwnika.
Przeciwnatarcie wykonuje swoim drugim rzutem broniący się związek operacyjny przechodzący z obrony do natarcia, czyli zmieniający rodzaj działań. 
Wyznaczony do przeciwnatarcia związek taktyczny realizuje przedsięwzięcia typowe dla natarcia w skali taktycznej.
W czasie wyprowadzania przeciwnatarcia szczególnie ważne jest przejęcie inicjatywy, wyprzedzenie przeciwnika w wykonaniu uderzeń ogniowych oraz rozwinięciu wojsk i wyprowadzeniu zgrupowań uderzeniowych na skrzydła. Często będzie konieczne wcześniejsze wprowadzenie drugich rzutów i odwodów oraz  zwalczanie desantów powietrznych i zgrupowań rajdowych przeciwnika. Jeżeli przeciwnik pospiesznie zajmuje obronę i w jego ugrupowaniu powstały luki i odsłonięte skrzydła, przeciwnatarcie powinno rozpoczynać się bez zbędnej zwłoki i skomplikowanych przegrupowań;  jeśli zaś przeciwnik został zatrzymany i umocnił się na dogodnych rubieżach, to przeciwnatarcie będzie musiało rozpoczynać się przełamaniem.
Wojska pierwszego rzutu nie powinny wiązać się w długotrwałe walki z przeciwnikiem pozostającym na ich skrzydłach i tyłach. Powinny zdecydowanie rozwijać natarcie w głąb, pozostawiając rozbicie ocalałych wojsk przeciwnika siłom odwodowym. Takie działanie zapewnia możliwość osiągnięcia szybkiego tempa natarcia i zmniejszenie strat od ognia obrońcy.
W terminologii wojskowej II Rzeczypospolitej przeciwnatarcie (fr. contre-attaqe, contre-offensive; niem. Gegenangriff) definiowano jako planowe przeciwdziałanie, celem którego było odebranie utraconej pozycji w obronie lub odparcie natarcia nieprzyjaciela. W obronie stałej przeciwnatarcie na szczeblu taktycznym wykonywały odwody pułkowe i dywizyjne. W sprzyjających warunkach dowódca szczebla operacyjnego (strategicznego)  mógł zdecydować o przejściu do działań zaczepnych „w szerszym stylu”.